# Rastenoviće
Rastenoviće (cyr. Растеновиће) – wieś w Serbii, w okręgu zlatiborskim, w gminie Sjenica. W 2011 roku liczyła 116 mieszkańców.